# يوريكا هينو
يوريكا هينو (日野由利加 هينو يوريكا) هي ممثلة يابانية ولدت في 16 يناير 1963 في محافظة كاناغاوا.

## أدوارها في الأنمي

### مسلسلات أنمي تلفزيونية
- ناروتو شيبودن - ميه تيرومي/الميزوكاجي الخامسة
- بوروتو: ناروتو نكست جينيريشنز - ميه تيرومي
- سنغوكو باسارا - نوهيمي
- إكس-من - جين غراي
- كاوبوي بيباب - كاترينا
- بوكيمون - ناومي
- هيكارو نو غو - والدة هيكارو شيندو
- صيد الأرواح الإلهية - ساناي تانابي
- إيس أتورني - دي فاسكيز

## أدوارها في ألعاب الفيديو
- ديفل كينغز - ليدي باترفلاي
- ناروتو شيبودن: ألتيميت نينجا ستورم ريفولوشن - ميه تيرومي/الميزوكاجي الخامسة
- ناروتو شيبودن: ألتيميت نينجا ستورم 4 - ميه تيرومي/الميزوكاجي الخامسة

## أدوارها في الدبلجة اليابانية
- داندي والسيد ورطة - شيكا وبيكا
- فيلم النحلة - فانيسا
- ماتريكس - ترينيتي
- الماتريكس 2 - ترينيتي
- الطيار - إيفا غاردنر
- ربات بيوت يائسات - غابريال سوليس

## وصلات خارجية
- يوريكا هينو على موقع IMDb (الإنجليزية)
- يوريكا هينو على موقع ميوزك برينز (الإنجليزية)
- يوريكا هينو على موقع قاعدة بيانات الفيلم (الإنجليزية)
- يوريكا هينو على موقع ANN person (الإنجليزية)